# Klaus Hjuler
Klaus Messerschmidt Hjuler (født 17. juni 1970) er en dansk stuntman, skuespiller og filminstruktør.
Hjuler begyndte som elev hos Martin og Lasse Spang Olsen i 1985 og blev efterfølgende underviser på skolen og medlem af MSO Stunt Team i 1988. Fra 1994 har han været freelancestuntman. Han havde sin skuespillerdebut i 1987 i rollen som Rasmus i tv-serien Sådan er det bare.
Hans kortfilm Fjendeblod (2021) var nomineret til publikumsprisen ved Ekko Shortlist.

## Filmografi
- En dag i oktober (1991)
- Den attende (1996)
- Nemesis (2010)
- Zoo (2018)
- Retfærdighedens ryttere (2020)
- De forbandede år 2 (2022)

### Tv-serier
- Sådan er det bare (1987)
- Forbrydelsen (2007)
- 2900 Happiness (2008)
- Tinka og Kongespillet (2019)

### Som instruktør
- Sort, hvid & grå (2000)
- Fjendeblod (2021)